# 각지름 거리
천문학에서 각지름 거리는 물체의 물리적 크기 {\displaystyle x}, 및 지구에서 볼 때의 각지름 {\displaystyle \theta }에 의하여 아래와 같이 정의되는 거리이다.
{\displaystyle d_{A}={\frac {x}{\theta }}}
각지름 거리는 우주에 대하여 가정되는 우주론에 따라 상이하게 된다. 적색편이 {\displaystyle z}를 가지는 천체에 대한 각지름 거리는 공변 거리 {\displaystyle r} 에 의하여 아래와 같이 표현된다.
{\displaystyle d_{A}={\frac {S_{k}(r)}{1+z}}}
여기서 {\displaystyle S_{k}(r)}는 다음과 같이 정의되는 FLRW 좌표이다.
{\displaystyle S_{k}(r)={\begin{cases}\sin \left({\sqrt {-\Omega _{k}}}H_{0}r\right)/\left(H_{0}{\sqrt {|\Omega _{k}|}}\right)&\Omega _{k}<0\\r&\Omega _{k}=0\\\sinh \left({\sqrt {\Omega _{k}}}H_{0}r\right)/\left(H_{0}{\sqrt {|\Omega _{k}|}}\right)&\Omega _{k}>0\end{cases}}}
여기서 {\displaystyle \Omega _{k}}는 곡률 밀도이고 {\displaystyle H_{0}}는 현재의 허블 상수 값이다.
우주에 대하여 현재 선호되는 기하학적 모델에서 물체의 "각지름 거리"는 "실제 거리", 즉 빛이 천체를 떠났을 때의 고유거리에 대한 좋은 근사값이다.

## 각크기와 적색편이 관계

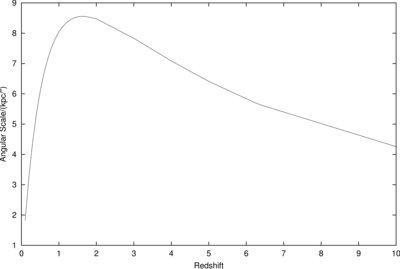
람다 우주론에 따른 각크기와 적색편이의 관계. 수직축은 각초(arcsec)당 킬로파섹.

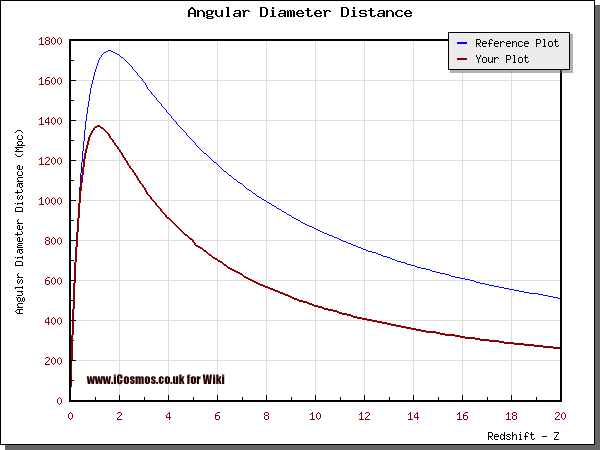
메가파섹의 수직축 스케일에서 람다 우주론에 따른 각크기와 적색편이의 관계.

각크기 적색편이 관계는 주어진 물리적 크기의 물체의 하늘에서 관찰된 각크기와 지구로부터 천체의 적색편이(이는 지구로부터의 거리 {\displaystyle d}에 따른다)사이의 관계를 설명한다. 유클리드 기하학에서 하늘에서의 크기와 지구로부터의 거리 사이의 관계는 다음 방정식으로 간단히 주어진다.
{\displaystyle \tan \left(\theta \right)={\frac {x}{d}}}
여기서 {\displaystyle \theta }는 천체의 각 크기이고, {\displaystyle x}는 천체의 크기, {\displaystyle d}는 천체까지의 거리이다. {\displaystyle \theta }가 작을 때 이 식은 다음 식으로 근사할 수 있다.
{\displaystyle \theta \approx {\frac {x}{d}}} .
그런데 ΛCDM 모델 (현재 선호되는 우주론)에서는 관계가 더 복잡해진다. 이 모델에서 적색 편이가 1.5보다 큰 천체는 적색 편이의 증가에 따라 하늘에서 더 크게 보인다.
이것은 각지름 거리와 관련이 있으며, 이는 {\displaystyle \theta }와 {\displaystyle x} 값으로부터 우주가 유클리드 공간으로 가정한 경우에 계산되는 거리이다.
매티그 관계(Mattig relation)에서는 각지름 거리 {\displaystyle d_{A}} 값을 ΩΛ = 0인 우주에 대한 적색편이 z 의 함수로 산출한다. {\displaystyle q_{0}}는 우주 팽창 속도의 감속을 측정하는 감속 매개변수의 현재 값이다. 가장 단순한 모델에서 {\displaystyle q_{0}<0.5}는 우주가 영원히 팽창하는 경우에 해당하며, {\displaystyle q_{0}>0.5}는 궁극적으로 확장을 중단하고 수축하는 폐쇄형 모델에, {\displaystyle q_{0}=0.5}는 임계 상태 즉 우주가 재수축없이 무한히 팽창하는 우주에 해당한다.
{\displaystyle d_{A}={\cfrac {c}{H_{0}q_{0}^{2}}}{\cfrac {(zq_{0}+(q_{0}-1)({\sqrt {2q_{0}z+1}}-1))}{(1+z)^{2}}}}

### 전환점zt{\displaystyle z_{t}}
각지름 거리 {\displaystyle d_{A}}는 적색편이 {\displaystyle z=z_{t}} (ΛCDM 모델에서 이것은 {\displaystyle z_{t}\approx 1.5} )에서 최대값에 도달하는데, {\displaystyle d_{A}(z)}의 기술기가 {\displaystyle z=z_{t}} 지점에서 그 부호가 바뀌어 즉, {\displaystyle \partial _{z}d_{A}>0~\forall z<z_{t}}, {\displaystyle \partial _{z}d_{A}<0\forall z>z_{t}} 가 된다. 그래프를 그렸을 때의 모양을 참조하여, {\displaystyle z_{t}}를 전환점(turnover point)이라고도 한다. 실제로 전환점은 적색편이가 증가하는 물체(따라서 점점 멀어지는 물체)를 볼 때, 적색편이 {\displaystyle z=z_{t}}가 될 때까지는 적색편이가 클 수록 더 작은 각도로 보이지만, 적색편이가 더 큰 값에서는 그 값이 클 수록 천체가 더 큰 각도로 보인다는 것을 의미한다. 전환점은 거리가 멀어질 수록 더 작게 보일 것이라는 직관과 모순되기 때문에 역설적으로 보인다.
전환점은 우주의 팽창과 유한한 빛의 속도로 인해 발생한다.우주가 팽창하고 있기 때문에 지금은 아주 멀리 있는 천체가 한때는 훨씬 더 가까이에 있었다. 빛의 속도가 유한하기 때문에 지금은 멀리 떨어져 있는 천체로부터 우리에게 도달하는 빛은 이미 오래 전 이 천체가 우리에게 더 가까워 하늘에서 더 넓은 각도로 퍼져 있었을 때에 떠났던 빛이다. 따라서 전환점은 우주의 팽창 속도(또는 빛의 속도가 일정하다고 가정하지 않는 경우 팽창 속도와 빛의 속도 사이의 관계)에 대해 알려줄 수 있다.

## 같이 보기
- 거리 측정 (우주론)
- 표준 잣대
- 공변거리
- 고유거리
- 광도거리

## 참고 문헌
1. ↑  Derek Raine; E.G. Thomas (2001). 〈Chapter 6:2〉. 《An Introduction to the Science of Cosmology》. CRC Press. 102쪽. ISBN 978-0-7503-0405-4.